# Cnemathraupis
Cnemathraupis es un género de aves paseriformes de la familia Thraupidae que agrupa a dos especies nativas de Sudamérica, donde se distribuyen a lo largo de los Andes desde el noroeste de Venezuela hasta el centro de Perú. Estas especies pertenecían al género Buthraupis hasta el año 2010, cuando fueron separadas en el presente género resucitado. A sus miembros se les conoce por el nombre común de tangaras. y también tangaras-montanas  o azulejos, entre otros.

## Etimología
El nombre genérico femenino «Cnemathraupis» se compone de las palabras griegas «knēmē»: pierna, canillera, y «θραυπίς thraupis»: pequeño pájaro desconocido mencionado por Aristóteles, tal vez algún tipo de pinzón (en ornitología thraupis significa tangara).

## Características
Las tangaras de este género son grandes y atractivas, miden entre 20.5 y 22 cm de longitud, de corona azul, máscara negra y cuerpo de colores amarillo, oliva y negro. Son raras y locales en bosques de alta montaña, cerca de la línea de árboles.

## Taxonomía
Los estudios genético moleculares de Sedano & Burns (2010), encontraron que las entonces especies Buthraupis eximia y B. aureodorsalis eran hermanas entre sí, pero hermanadas a Chlorornis riefferii y no a la especie tipo del género Buthraupis, donde se encontraban colocadas; se propuso su transferencia a un género resucitado Cnemathraupis, lo que fue aprobado en la parte H de la Propuesta N° 437 al Comité de Clasificación de Sudamérica (SACC).

## Lista de especies
Según las clasificaciones del Congreso Ornitológico Internacional (IOC) y Clements Checklist v.2019, el género agrupa a las siguientes especies con el respectivo nombre popular de acuerdo con la Sociedad Española de Ornitología (SEO):
| Imagen | Nombre científico           | Autor                   | Nombre común        | EC (*) |
| ------ | --------------------------- | ----------------------- | ------------------- | ------ |
|        | Cnemathraupis eximia        | (Boissonneau, 1840)     | tangara dorsiverde  | LC     |
|        | Cnemathraupis aureodorsalis | (Blake & Hocking, 1974) | tangara dorsidorada | EN     |

(*) Estado de conservación